# Rio Piau
Rio Piau är ett vattendrag i Brasilien.   Det ligger i delstaten Bahia, i den östra delen av landet, 1 000 km öster om huvudstaden Brasília.
I omgivningarna runt Rio Piau växer i huvudsak städsegrön lövskog. Runt Rio Piau är det ganska tätbefolkat, med 179 invånare per kvadratkilometer.